# Franz Schütz (Politiker, 1900)
Franz Schütz (* 25. Mai 1900 in Büderich; † 18. April 1970) war ein deutscher Politiker und Landtagsabgeordneter (CDU) in Nordrhein-Westfalen.

## Leben und Beruf
Nach dem Besuch der Volksschule und der Präparandenanstalt nahm er an einem Lehrerseminar teil. Anschließend absolvierte Schütz eine Ingenieurausbildung und war als Leiter der Schweißversuchsanstalt der RWTH Aachen, als Betriebschef und als Werksdirektor der Böhler AG in seinem Geburtsort Büderich (heute ein Stadtteil von Meerbusch, an der Grenze zu Düsseldorf-Lörick) tätig.
1945 wurde er Gründungsmitglied der Büdericher CDU. Von 1954 bis 1963 war er Kreisvorsitzender der CDU im Kreis Grevenbroich. von 1969 bis 1970 war er Präsident der Industrie- und Handelskammer in Neuss
Vom 20. April 1947 bis zu seinem Tod war Schütz Mitglied des Landtags des Landes Nordrhein-Westfalen. Er wurde jeweils im Wahlkreis 029 Grevenbroich-Ost direkt gewählt. Er war ab 1954 Mitglied des Rates der Gemeinde Büderich, ab Oktober 1964 war Schütz Bürgermeister. Dem Kreistag des Landkreises Grevenbroich gehörte er von 1948 bis 1952 an.
Neben seiner Tätigkeit für die Böhler AG und als Politiker war Schütz auch Protektor der Schützenbruderschaft St. Sebastian, Vorstand des Vereins Deutscher Eisenhüttenleute, dem heutigen Stahlinstitut VDEh, und der Freunde und Förderer der Staatlichen Kunstakademie Düsseldorf.

## Ehrungen
- Bereits zu Lebzeiten erhielt Schütz die Ehrendoktorwürde von der RWTH Aachen verliehen.
- Schütz ist der einzige Ehrenbürger der Stadt Meerbusch.
- Der zentrale Festplatz in Büderich trägt heute den Namen Dr.-Franz-Schütz-Platz.